# Skatesjön
Skatesjön är en sjö i Halmstads kommun i Halland och ingår i Suseåns huvudavrinningsområde.